# Топливный фильтр

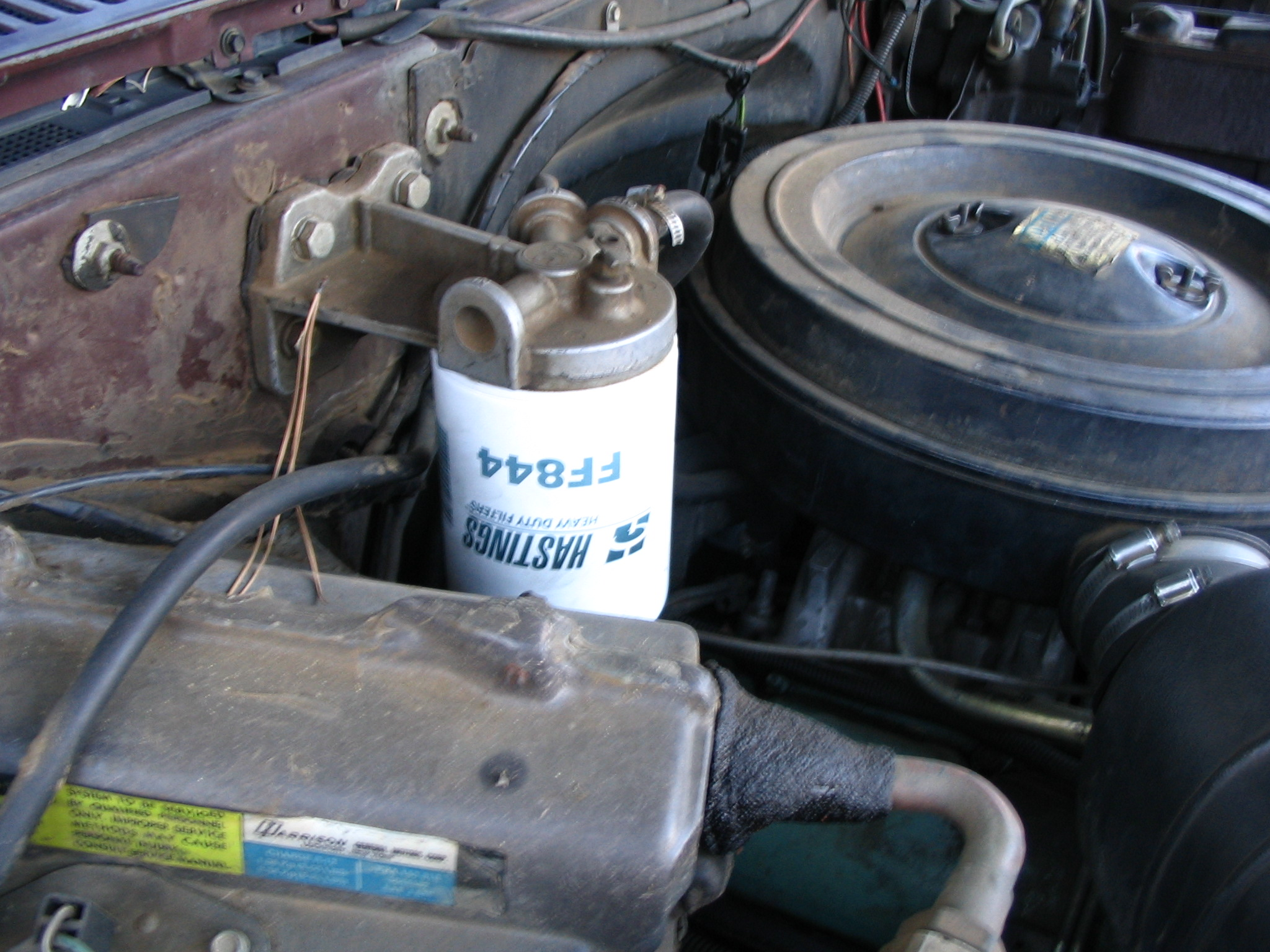
Автомобильный топливный фильтр под капотом

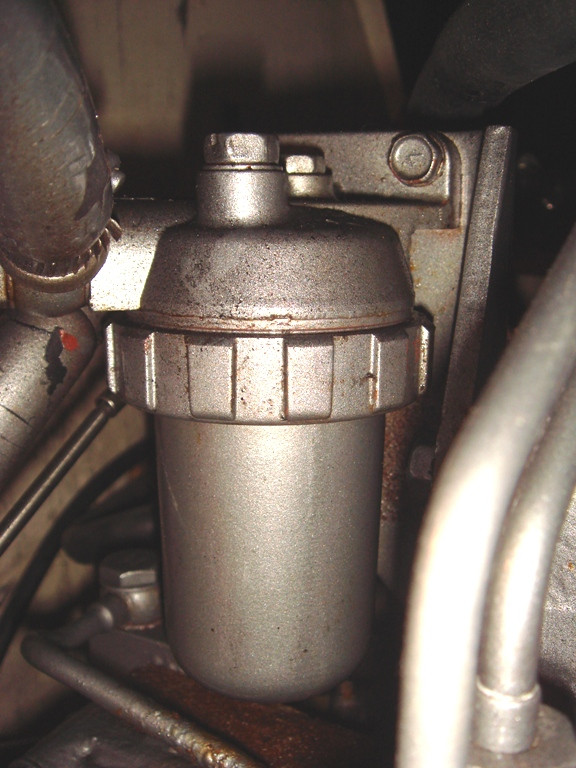
Топливный фильтр на судовом дизельном двигателе

Топливный фильтр представляет собой фильтрующий элемент в топливной магистрали, задерживающий частицы грязи и ржавчины из топлива, как правило, содержит картриджи с фильтрующей бумагой. Их можно найти на большинстве двигателей внутреннего сгорания.
Топливные фильтры служат жизненно важную функцию для современных автомобилей, чувствительным к качеству моторного топлива. Не фильтрованное топливо может содержать несколько видов загрязнений, например, кусочки краски и грязи, которая могла попасть в топливный бак при заправке, или ржавчина вызванная влагой в стальных баках. Если эти вещества не удаляются до того, как топливо поступает в систему, они приведут к быстрому износу и выходу из строя топливного насоса и форсунок, из-за абразивного воздействия частиц на высокоточные компоненты, используемые в современных системах впрыска. Топливные фильтры также повышают мощность двигателя, так как чем меньше в топливе присутствует загрязняющих веществ, тем более эффективно происходит горение.
Топливные фильтры должны меняться через равные интервалы времени. Обычно, старый фильтр из топливной магистрали просто заменяется новым, хотя некоторые специально разработанные фильтры могут быть очищены и использоваться повторно. Если фильтр не будет регулярно меняться, он может стать причиной засорения и перестать пропускать поток топлива, вызывая заметное ухудшение работы двигателя.
Некоторые фильтры, особенно на дизельных двигателях, имеют чашеобразную конструкцию для сбора воды в нижней части (вода более плотная, чем дизельное топливо). Вода затем может быть слитой посредством открытия клапана в нижней части чаши. Многие топливные фильтры содержат датчик воды, связанный с блоком управления двигателем или непосредственно с водителем (посредством лампы на приборной панели), передающие информацию о достижении водой определённого уровня. Особенно нежелательно, когда вода растягивается по топливной системе дизельного двигателя, поскольку система использует дизельное топливо для смазки подвижных частей, и если вода попадает на элементы, которые требуют постоянной смазки (например, инжекторный клапан), это приводит к перегреву и чрезмерному износу. Этот тип фильтра может также иметь датчик, который предупреждает водителя о необходимости слить воду.
В непосредственной близости от фильтра для дизельного топлива может находиться топливный нагреватель для избегания формирования парафина (в случае низких температур) внутри фильтрующего элемента, который может остановить подачу топлива в двигатель.